# 贾孝忠
贾孝忠（1980年3月19日—）是一名中华人民共和国已退役职业篮球运动员，擅長半截篮，曾效力于上海大鯊魚籃球俱樂部，並隨隊奪得CBA冠軍。
贾孝忠曾是常州一家工厂的车工，但由于贾孝忠身高很高，於是有人將贾孝忠推薦給上海市体委，希望能讓贾孝忠打籃球。1993年，上海大鯊魚籃球俱樂部主帅李秋平特地來到常州，他決定將贾孝忠招入球隊。退役後贾孝忠在上海宝山少体校任教，並執教上海男篮青年队。

## 外部連結
- 贾孝忠在fiba.basketball（英语）
- 贾孝忠在中国男子篮球职业联赛官網
- 贾孝忠在Eurobasket.com（球員）（英语）
- 贾孝忠在中国篮球数据库